# شکار جرگه

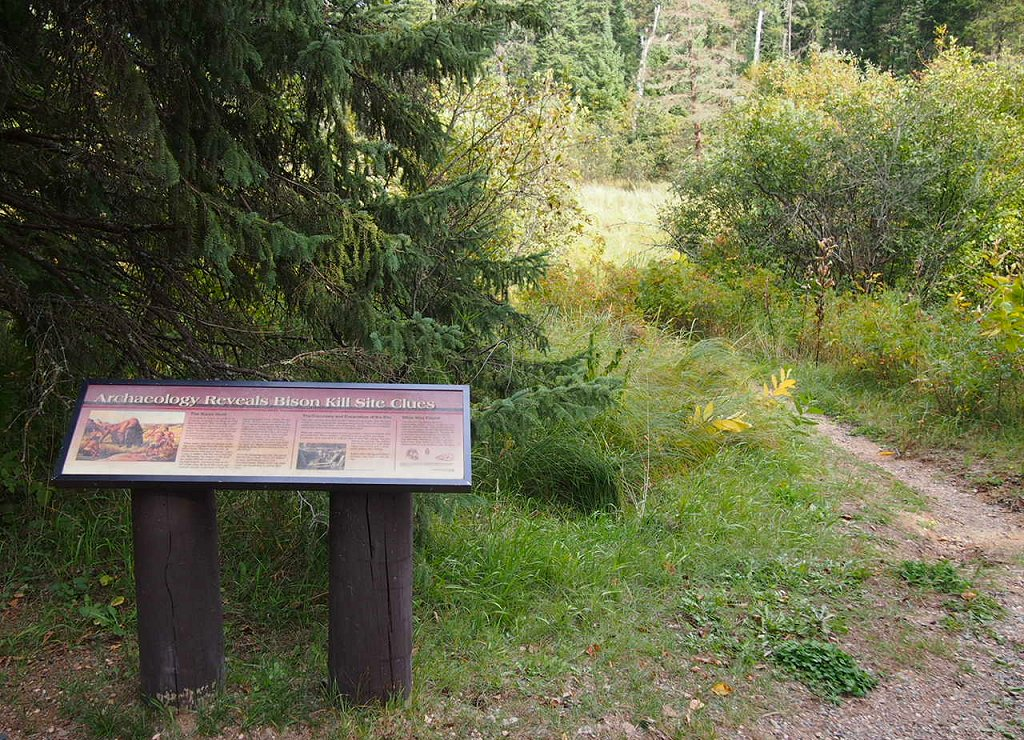
سایت Itasca Bison، پارک ایالتی Itasca، مینه‌سوتا

روش شکار جرگه (به انگلیسی: Game drive system)، یک روش شکار است که در آن شکار در مکان‌های محدود یا خطرناکی جمع‌آوری می‌شوند که به آسانی می‌توان آنها را کشت. همچنین می‌توان از آن برای گرفتن جانوران و همچنین برای شکار، مانند گرفتن ماستنگ استفاده کرد. استفاده از این روش به پیشاتاریخ برمی‌گردد. هنگامی که یک سایت شناسایی یا دستکاری می‌شود تا به عنوان یک سایت جرگه مورد استفاده قرار گیرد، ممکن است در طول سالیان متمادی به‌طور مکرر مورد استفاده قرار گیرد.

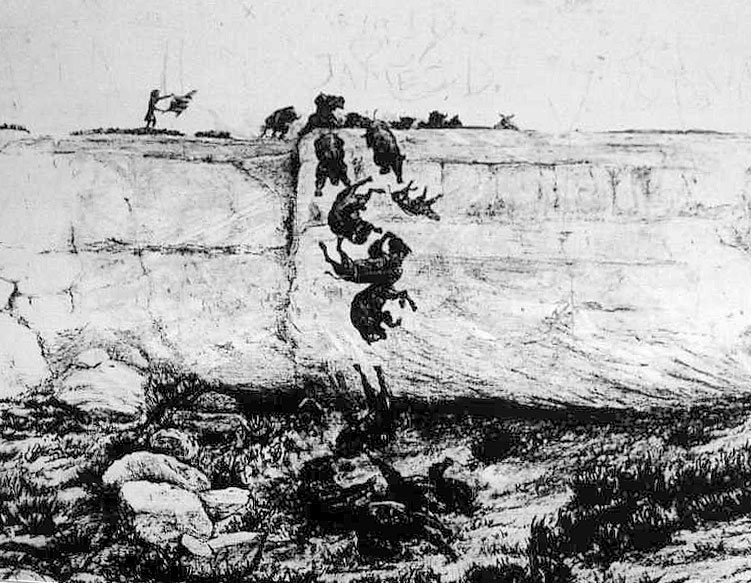
پرتگاه بوفالوهای آمریکایی